# Proceratophrys branti
Proceratophrys branti é uma espécie de anfíbio da família Odontophrynidae. Endêmica do Brasil, pode ser encontrada nos estados de Tocantins, Goiás e Minas Gerais.